# Tanec modrých andělů

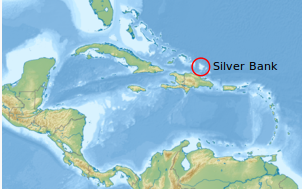

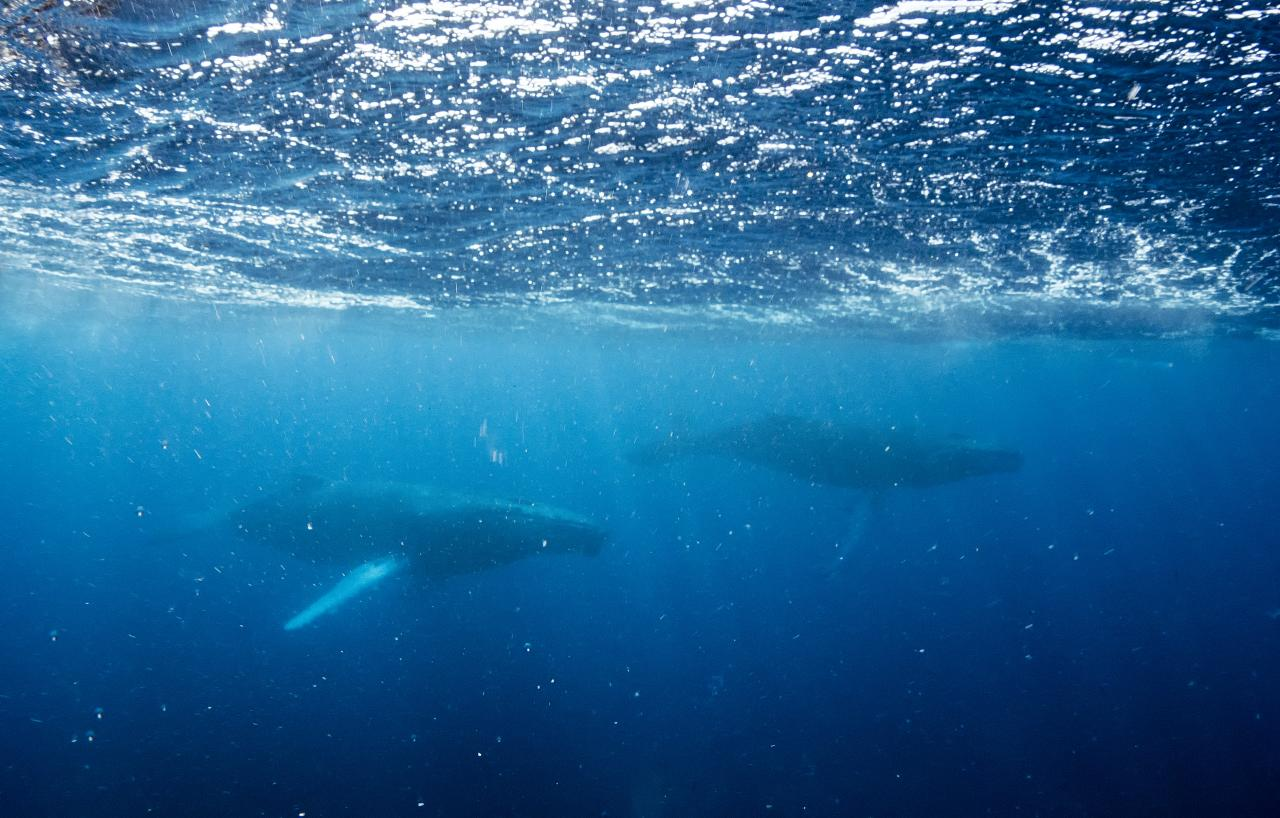
Keporkakové

Tanec modrých andělů je krátkometrážní film Steva Lichtaga z roku 2004, který kombinuje hraný příběh s dokumentem. Ochrnutá dívka Veronika prchá ve svých představách do světa velryb, kde bojuje s krvelačnými velrybáři o jejich záchranu.
Dokumentární část o keporkacích (plejtvácích dlouhoploutvých) natočil tým Steva Lichtaga v oblasti Silver Bank v Karibiku, severně od Dominikánské republiky.

## Popis
Daleko od Karibiku žije sedmnáctiletá Veronika. Když jí bylo třináct let, spadla ze stromu a zůstala ochrnutá, připoutána na invalidní křeslo. Naučila se ústy malovat obrazy a díky nim pak utíká do tajemného světa gigantických savců, které obdivuje. Jejím snem je stát se také velrybou a žít v oceánech, být volná a nespoutaná. Ve svých představách tyto „modré anděly“ chrání a bojuje s krutými velrybáři. Film byl natočen podle skutečného příběhu.
O výpravě vedoucí přes Dominikánskou republiku do lokality Silver Bank napsal Steve Lichtag knihu (vyšla v roce 2006) nazvanou rovněž Tanec modrých andělů, ve které popisuje celou akci: vyřizování povolení k natáčení, shánění lodě, hledání keporkaků i příhody při vlastním natáčení.

## Ocenění
Film získal řadu ocenění:
- MFF Envirofilm 2004 – Slovensko: Cena diváka,  Cena MŽP Maďarska
- ISOD 2004 Frymburk – Česká republika: 1. místo
- MFF Marmara Istanbul 2004 – Turecko: Grand Prix
- MFF EKOFILM 2004 – Česká republika: 1. místo v kategorii Volná tvorba
- MFPF Tatranská Lomnica 2004 – Slovensko: Grand Prix
- MFF Antibes 2004 – Francie: Best Fiction
- MFF TSTTT Uherské Hradiště 2004 – ČR: Grand Prix, Cena diváka
- MFPF Bělehrad 2004 – Srbsko: Grand Prix
- MFF PAF Tachov 2005 – Česká republika: Grand Prix
- MFF EMIUPFF 2005 – Kypr: Grand Prix
- MFF Strasbourg 2005 – Francie: Grand Prix
- MFF Pelagos 2005 – Itálie: Grand Prix
- MFF Moondance 2007 – USA: Cena Calypso, Cena diváka